# Tuyết sơn phi hồng
Tuyết Sơn Phi Hồng, còn được gọi là hồng hoa ngọc phù dung (danh pháp khoa học: Leucophyllum frutescens) là một loài thực vật có hoa trong họ Hoa mõm chó (Scrophulariaceae), là loài thực vật bản địa vùng tây nam tiểu bang Texas (Hoa Kỳ) và các tiểu bang Coahuila, Nuevo León và Tamaulipas miền bắc Mexico. Hồng hoa ngọc phù dung còn được biết đến với những tên khác như xô Texas, xô tím, lá bạc Texas, tử đinh hương dại. Loài này được (Berland.) I.M. Johnst. miêu tả khoa học đầu tiên năm 1924.

## Mô tả
Ngọc phù dung thuộc nhóm các cây thân bụi thấp, cao 1.0–2.4 m và rộng 0.8–1.5 m. Lá có màu xanh xám, mềm và có lông mịn, dài khoảng 2.5–3.0 cm, viền lá nhẵn. Hoa hình chuông có 5 cánh, dài khoảng 2.5 cm, mềm và có lông mịn, màu từ hồng đến tím sen, và thường nở vào mùa mưa.
Cây chịu hạn tốt, có thể sống trong những điều kiện môi trường khắc nghiệt như đất nghèo dinh dưỡng, sa mạc, núi đá vôi, đất có độ mặn và độ pH cao. pH của đất thích hợp cho sự sinh trưởng và phát triển của cây từ 8.6 đến 9. Hàng triệu những sợi lông nhỏ mịn bao phủ bề mặt của lá (tạo nên màu xanh xám đặc trưng), hoa và thân là kết quả của quá trình tiến hoá giúp cho cây chống chịu các bức xạ mặt trời cao và giữ cho nước chậm thoát hơi trong điều kiện sa mạc khô hạn.

## Hoá thực vật
Các nghiên cứu hoá thực vật cho thấy vỏ rễ của cây có chứa leubethanol và 2′,5″-dimethoxysesamin có tác dụng ức chế các dòng trực khuẩn lao Mycobacterium tuberculosis, kể cả dòng đa kháng thuốc MDR-TB. Dịch chiết từ lá cây chứa các độc tố thực vật (phytotoxin) như diayangambin, epiyangambin, diasesartemin và epiashantin có tác dụng ức chế sự nẩy mầm và sinh trưởng của các loài cỏ dại như cỏ bồ bặc (Agrostis stolonifera L. cv. Penncross) và cải xà lách (Lactuca sativa L.).
Lá và hoa khô của ngọc phù dung từ lâu đã được dùng để pha trà, có tác dụng an thần nhẹ và điều trị cảm. Ở vùng Đông Nam Mexico, người ta sử dụng cây như loài thảo dược trong điều trị viêm phế quản, các bệnh lý về phổi, lao, tiêu chảy, cảm sốt, bệnh gan và bệnh vàng da.